# Jozo Matovac
Jozo Matovac (født i 1970) er en svensk fodboldspiller og træner med kroatisk oprindelse. Matovac tilhørte i 1990'erne Allsvenskans bedste center-backs. Matovac spillede ni A-landskampe I løbet af sin tid i Helsingborg IF spillede han i Champions League og gjorde comeback på Sverige. En skade sluttede hans aktive karriere og Matovac er nu med i Racing Club Board.

## Klubber
- Helsingborgs IF
- Aalborg Boldspilklub
- Örgryte IS
- BK Häcken
- Gunnilse IS